# Camerimage電影攝影藝術國際影展
波蘭的Camerimage電影攝影藝術國際影展是世界上最大的的影展之一，專注於攝影指導藝術。目前於波蘭總共有有三個城市主辦過該影展，分別是托倫（1993–1999） 、羅茲（2000–2009）及比得哥什 （2010–2018）。影展期間會舉辦設影指導見面會、電影放映會，甚至是由知名攝影指導及導演主持的工作坊及研討會。影展最初的主辦單位是設於托倫的土木特基金會，創辦人則是馬瑞克‧日多維奇。
影展設有「金蛙獎」(按名次分金、銀、銅三等次)，專門頒發給敘事電影 (Narrative film) 的攝影指導，在業界中被視為攝影指導的最高榮譽。每年吸引上千名來自國內外的電影科系學生觀摩，以及享譽國際的知名大師，如大衛‧林區、基奴‧李維、葉日‧斯科里莫斯基 (Jerzy Skolimowski) 及斯瓦沃米爾‧伊駕克（Sławomir Idziak）等。